# Zvonice (Žumberk)
Samostatně stojící zvonice postavená na původním gotickém základu v roce 1789 je historickým funkčním doplňkem sousedního kostela Všech svatých v obci Žumberk v okrese Chrudim. Zvonice v Žumberku představuje typický příklad regionálního typu stavebně oddělených zvonic u venkovských jednolodních kostelů a je od roku 1958 chráněna jako nemovitá kulturní památka ČR.

## Historie
Samostatná hranolová věž zvonice byla postavena na původním gotickém základu v roce 1789. V minulosti na zvonici byly věžní hodiny, jeden číselník byl na severní straně a druhý na východní. Odbíjely celé hodiny a zvuk byl prý slyšet až do vzdálenosti dvou kilometrů. Pozůstatek hodin a číselníků je ve zvonici umístěn.

## Popis

### Exteriér
Zvonice v Žumberku je samostatně stojící věžovitá stavba nalézající se na severní straně kostela Všech svatých v Žumberku. Na hranolové, původně gotické podezdívce bylo postaveno zděné patro z lomového kamene omítnutého hladkou vápennou omítkou. Podezdívka je předsazena o asi 10 cm.
Na zděném patře je postaveno zvonové patro pobité dřevěnými prkny, na které navazuje báň s cibulkou zakončená makovicí s dvojitým kovovým křížem. Báň s cibulkou je kryta šindelem.
Vstup do zvonice se nalézá ve východní stěně, v hladkém pískovcovém ostění s úzce okosenými hranami, dveře jsou jednokřídlé, dřevěné, v rámu se žaluziovitě skládanými prkny výplně. Fasády zděné části zvonice člení štěrbinová, půlkruhově zakončená okénka bez ostění.
Bedněné zvonové patro osvětlují dvojice širších půlkruhově zakončených okének s okenicemi. 

### Interiér
Interiér zvonice tvoří čtvercový prostor, po patrech půdorysně ustupující stěny, nad zděným patrem je založena štenýřová konstrukce se zvonovou stolicí se zvonkem z roku 1767. Zhruba o půl patra výše je dnešní úroveň podlahy zvonového patra. 
Konstrukce zvonové stolice je druhotně upravována, některé trámy jsou vyměněny, část je originální. Plášť zvonového patra nese novodobá štenýřová konstrukce, krov je novodobý.

## Galerie

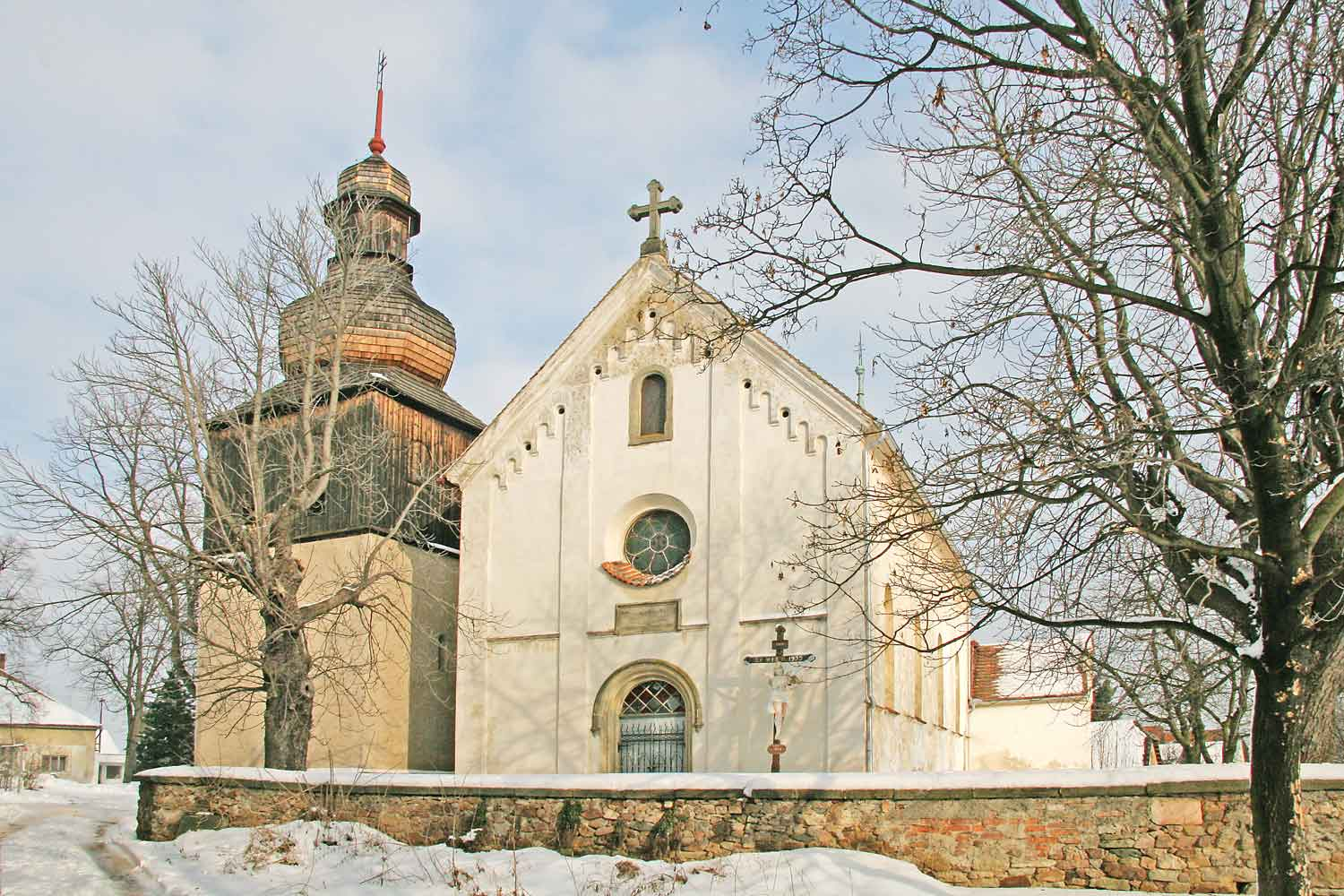
kostel Všech svatých se zvonicí v Žumberku
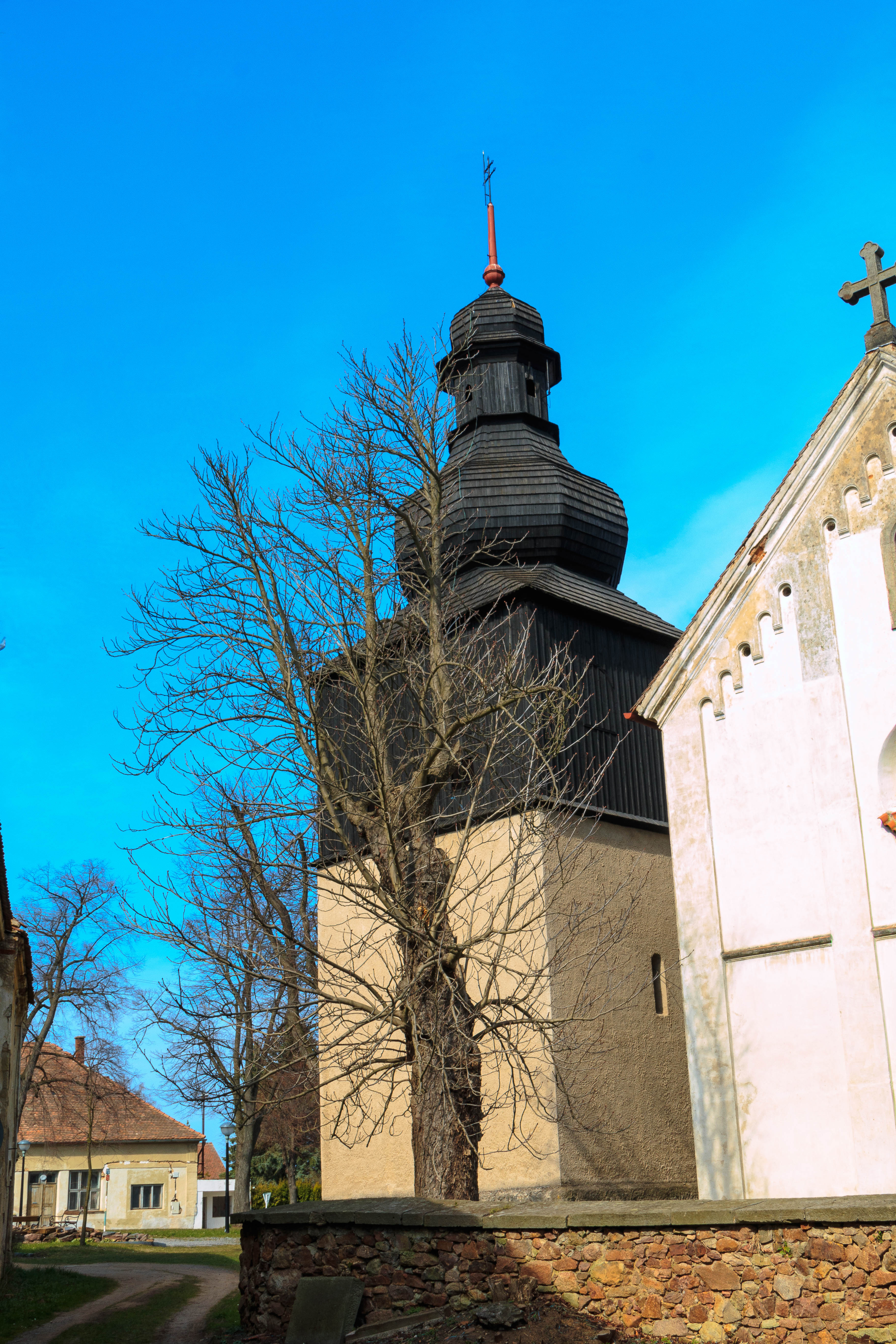
zvonice v Žumberku
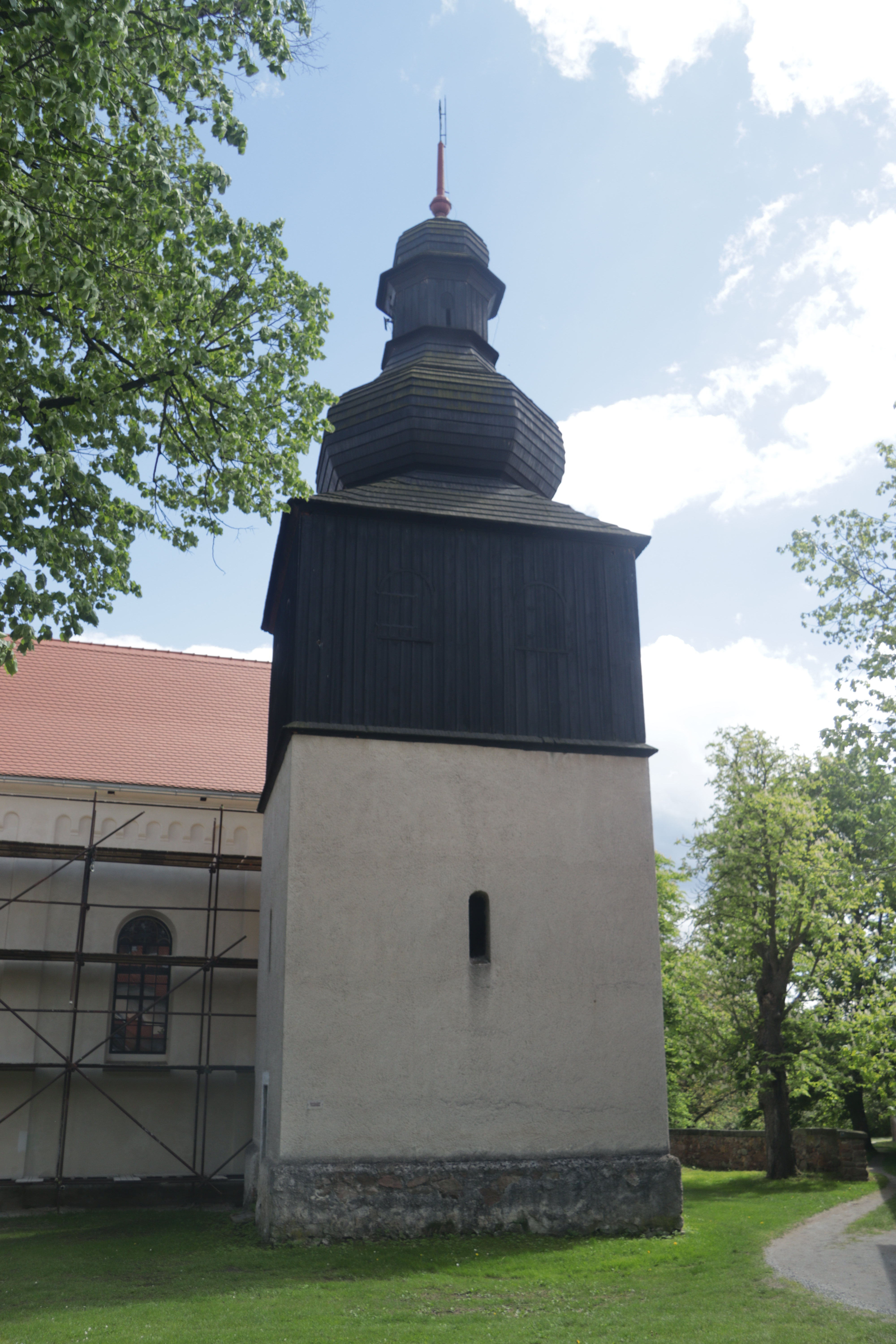
zvonice v Žumberku
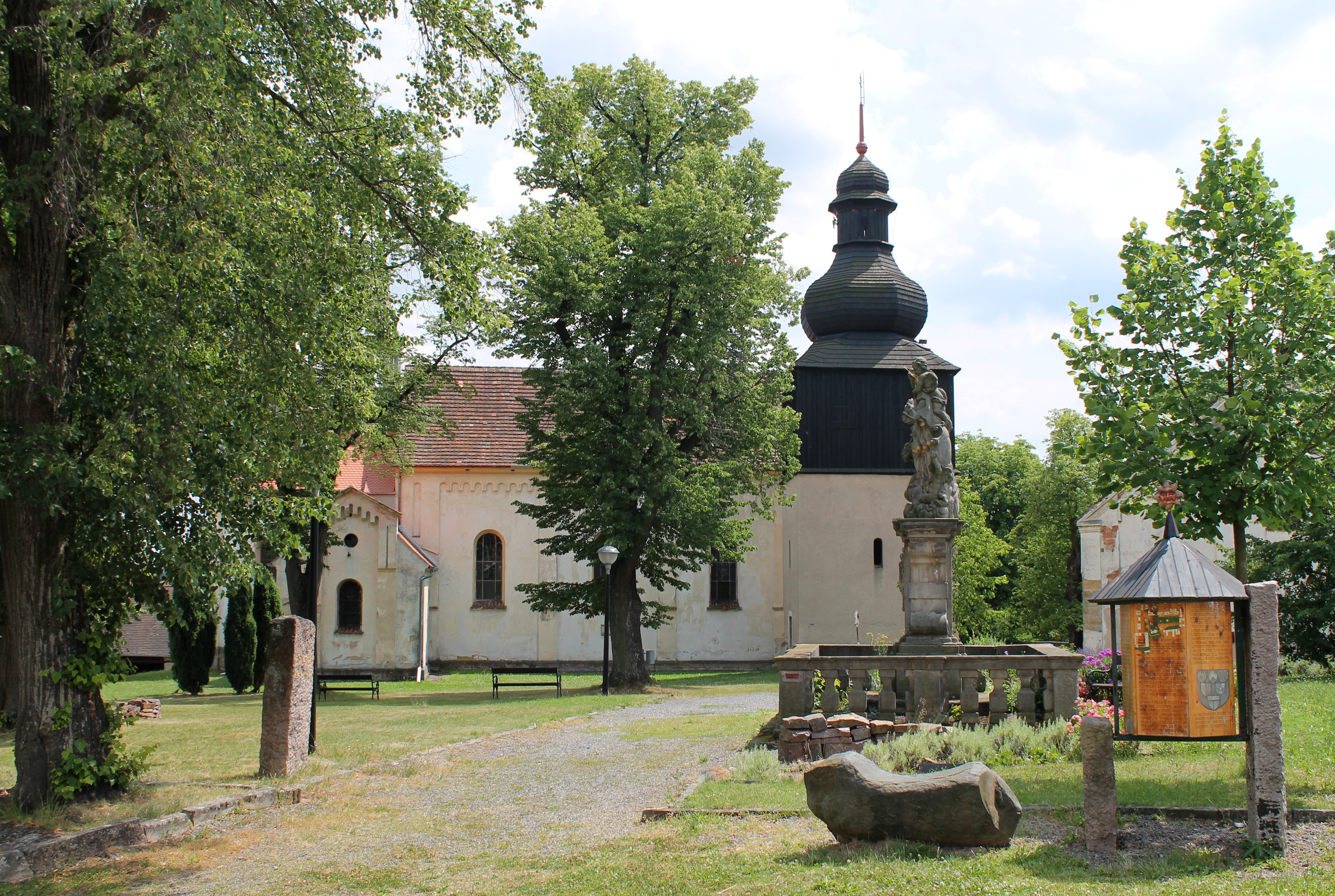
kostel Všech svatých se zvonicí v Žumberku